# بروميليا صغيرة
بروميليا صغيرة (الاسم العلمي:Bromelia exigua) هو نوع نباتي يتبع جنس البروميليا من فصيلة البروميلية.